# Kringcementkorst
De kringcementkorst (Diplotomma dispersum) is een korstmos uit de familie Caliciaceae. Hij komt voor op steen. Hij leeft in symbiose met de alg Trebouxia.

## Verspreiding
In Nederland komt de kringcementkorst zeer zeldzaam voor.